# 마리온 휴튼

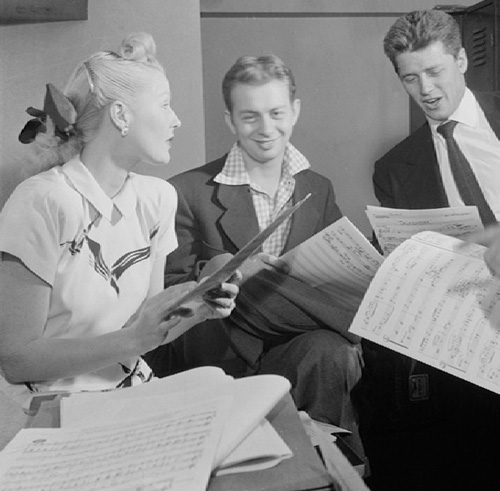

마리온 휴튼(Marion Hutton, 1919년 3월 10일 ~ 1987년 1월 10일)은 미국의 배우, 가수, 영화배우이다.
배틀크리크 (미시간주)에서 태어났으며 커클랜드에서 사망하였다. 사인은 암이다.

## 영화
- 러브 해피 (1949년)
- 오케스트라 와이브즈 (1942년)